# Michael Scott (réalisateur)
Pour les articles homonymes, voir Michael Scott (homonymie).
Michael M. Scott (né en 1955) est un réalisateur de films américain, ainsi qu'un producteur de cinéma et un réalisateur de documentaires,. Il est notamment connu en tant que producteur et réalisateur de Mensonges et Trahisons,,, Retour à Cedar Cove (2013), Les Chassés-croisés de Noël (2011), L'Invité de Noël (2008), ainsi que d'autres films,.